# Sét núi lửa
Sét đánh trên miệng núi lửa (tiếng Anh: Volcanic lightning) là sự phóng điện trong khí quyển gây ra bởi một vụ phun trào núi lửa, chứ không phải từ một cơn giông sét thông thường. Các vụ phun trào núi lửa tạo ra sét có thể được gọi một cách thông thường là bão sét bẩn, nhưng thuật ngữ này về mặt kỹ thuật chỉ đề cập đến các đám mây có chứa nhiều tro bụi tương tác với các hệ thống thời tiết có chứa băng. Sét núi lửa có thể xảy ra hoàn toàn độc lập với bất kỳ tương tác khí tượng nào.
Những quan sát sớm nhất được ghi lại về sét núi lửa là từ Pliny trẻ, một cư dân xấu số của Pompeii, người đã mô tả sự phun trào của núi Vesuvius vào năm 79 sau Công Nguyên, ông viết: "Có một bóng tối dữ dội nhất khiến nhiều người kinh hoàng hơn bởi những tia sáng bất thường của những ngọn đuốc bị che khuất bởi ngọn lửa chớp tắt" Nghiên cứu đầu tiên về sét núi lửa cũng được tiến hành tại núi Vesuvius bởi Giáo sư Palmieri, người đã quan sát các vụ phun trào năm 1858, 1861, 1868 và 1872 từ Đài thiên văn Vesuvius. Những vụ phun trào thường bao gồm hoạt động của sét.
Sét đánh trên miệng núi lửa thường phát sinh từ tro, các mảnh đá và các hạt ejecta khác tạo ra sự tĩnh điện trong miệng núi lửa. Một nghiên cứu cho biết, 27,35% các vụ phun trào đi kèm với sét, giả sử một lần phun trào mỗi năm trên núi lửa, và chỉ ra rằng sét núi lửa đã được quan sát thấy trong 212 lần phun trào từ 80 núi lửa khác nhau.
Một hình ảnh nổi tiếng về hiện tượng này được chụp bởi Carlos Gutierrez và xảy ra ở Chile phía trên núi lửa Chaiten. Nó lưu hành rộng rãi trên internet. Một hình ảnh đáng chú ý khác của hiện tượng này là "Sức mạnh của thiên nhiên", được chụp bởi nhiếp ảnh gia người Mexico, Sergio Tapiro tại Colima, Mexico, đã giành vị trí thứ ba (hạng mục Tự nhiên) trong Cuộc thi ảnh báo chí thế giới năm 2016. Các trường hợp khác đã được báo cáo ở trên núi lửa Augustine của Alaska, núi lửa Eyjafjallajökull của Iceland và núi Etna ở Sicily, Ý.

## Cơ chế hình thành

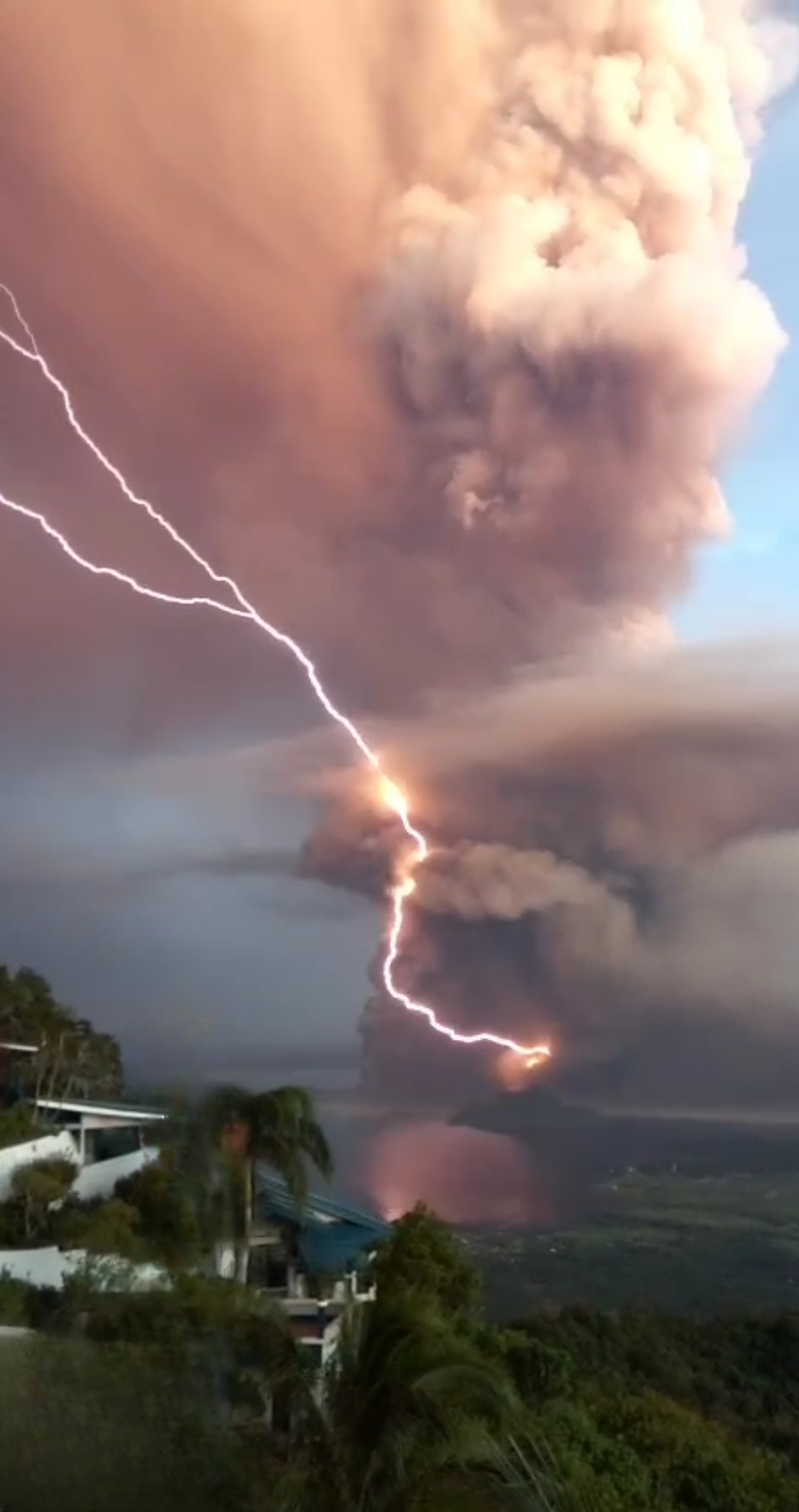
Sét trong vụ phun trào núi lửa Taal tại Luzon, Philippines tháng 1 năm 2020.

### Hình thành do ma sát
Hiệu ứng điện áp (ma sát) trong miệng núi lửa trong quá trình phun trào được cho là một nguyên chính tạo ra sét núi lửa. Sự va chạm giữa các hạt trong đám mây tro bụi gây ra sự mất cân bằng điện tích, dẫn tới hiện tượng phóng điện tạo thành sét núi lửa.

### Fractoemission
Fractoemission là sự tạo ra điện tích thông qua sự phá vỡ các hạt đá. Nó có thể là một lực đáng kể gần miệng núi lửa sắp phun trào.

### Nạp phóng xạ
Các đồng vị phóng xạ xuất hiện tự nhiên trong các hạt đá bị đẩy ra có thể gây ra sự tự tương tác phóng xạ trên các ngọn núi lửa. Trong một vụ phun trào, một lượng lớn đá dưới bề mặt bị phân mảnh được đẩy ra ngoài khí quyển. Trong một nghiên cứu được thực hiện trên các hạt tro từ vụ phun trào Eyjafjallajökull và Grímsvötn, các nhà khoa học phát hiện ra rằng cả hai mẫu đều có độ phóng xạ tự nhiên trên mức cho phép, nhưng đồng vị phóng xạ là một nguồn không thể tự tương tác trong vụ Eyjafjallajökull. Tuy nhiên, có khả năng tương tác hạt nhân phóng xạ sẽ lớn hơn gần lỗ thông hơi nơi kích thước hạt lớn hơn.

## Các yếu tố khác ảnh hưởng đến sét núi lửa

### Hàm lượng nước
Một lượng lớn nước được giải phóng dưới dạng hơi trong các vụ phun trào núi lửa; một nghiên cứu cho thấy hàm lượng nước của các ngọn núi lửa lớn hơn nhiều so với hàm lượng nước của giông bão. Nghiên cứu này cũng cho thấy, có thể có một ngưỡng nồng độ chất nước cần thiết trong một luồng sét để xảy ra, điều này dường như là một chức năng của một lượng lớn nước trong magma và không phải là lượng nhỏ hơn trong không khí bị cuốn vào. Hiệu ứng theo mùa, cho thấy sét núi lửa phổ biến hơn vào mùa đông so với mùa hè, đã ủng hộ giả thuyết này.

### Chiều cao chùm bụi
Chiều cao của chùm tro dường như được liên kết với cơ chế tạo ra sét. Trong các đám tro cao hơn (71212 km), nồng độ hơi nước lớn có thể góp phần vào hoạt động của sét, trong khi các đám tro nhỏ hơn (144 km) dường như thu được nhiều điện tích hơn từ các mảnh đá gần lỗ thông hơi của núi lửa phá vỡ). Nhiệt độ khí quyển cũng đóng một vai trò trong sự hình thành của sét. Nhiệt độ môi trường lạnh hơn sẽ tạo ra lượng băng lớn hơn bên trong chùm do đó dẫn đến hoạt động điện nhiều hơn.

## Quả cầu núi lửa
Có ý kiến cho rằng một sản phẩm phụ của ánh sáng núi lửa là những quả cầu núi lửa do sét gây ra, (LIVS). Những quả cầu thủy tinh nhỏ này được cho là hình thành trong quá trình nhiệt độ cao như sét đánh trên mặt đất. Nhiệt độ của một tia sét núi lửa có thể đạt tới 30.000 °C. Khi bu-lông này tiếp xúc với các hạt tro trong chùm, nó sẽ khiến chúng tan chảy và sau đó nhanh chóng đông cứng lại khi chúng nguội đi, tạo thành hình dạng quả cầu. Sự hiện diện của các quả cầu núi lửa hỗ trợ trong việc cung cấp bằng chứng cho sự xuất hiện của sét núi lửa khi bản thân sét không được quan sát trực tiếp.